# 東京健康長寿生活協同組合
東京健康長寿生活協同組合（とうきょうけんこうちょうじゅせいかつきょうどうくみあい）は『自分たちが納得できる品質・価格のサプリを使いたい』という消費者たちが集って平成11年5月に発足した東京都知事認可の生活協同組合である。本部は東京都渋谷区にある。
発足当時の組合員数は1,808人で、2010年5月1日現在の組合員数は2,772人。
「長生きするなら健康でなくっちゃ！」をスローガンに社名の通り、健康で長生きを目指す組合員を中心として活動している。また、組合員の多くはサプリメントの愛用者である。
サプリメント中心の生活協同組合（生協）というのは大変めずらしく、高齢化社会を支える生協として多くの方の支援を受けている。
中には何人もの90歳以上の組合員が実際に活動している。
更に新たな取り組みとして、現代人が抱える多様な健康状態（病院等では異常なしであっても、自分としては不調を感じるなど）の改善を考え、西洋医学的発想だけでなく東洋医学（中医学）的発想にも着目し、外部より国際中医師を招き、組合員の相談を受けられるようにもしている。